# Gare de Clova
Pour les articles homonymes, voir Clova.
La gare de Clova est une gare ferroviaire située dans le hameau de Clova (Québec) sur le territoire de la ville de La Tuque, en Mauricie, au Québec (Canada). Elle a été désignée gare ferroviaire patrimoniale en 1995.

## Situation ferroviaire
La gare de Clova est située sur la ligne ferroviaire du Canadien National reliant La Tuque à Senneterre, laquelle passe au Sud du réservoir Gouin.

## Histoire
La gare de Clova a été construite entre 1915 et 1920 par le National Transcontinental Railway. Elle a été construite selon le plan standard de type F du Grand Tronc. Peu après la construction de la gare, la Canadian International Paper Company a installé un poste d'exploitation forestière à Clova (Québec). La salle d’attente est agrandie dans les mêmes moments.

## Service des voyageurs

### Accueil
Horaires d'ouverture du guichet : 
Lundi : 16h-19h
Mardi : 7h-10h
Mercredi : 16h-19h
Jeudi : 7h-10h
Vendredi : 16h-19h
Samedi : jour de fermeture.
Dimanche : 10h-13h

## Patrimoine ferroviaire
La gare a été désignée gare ferroviaire patrimoniale le 24 novembre 1995.